# 直通特急 (阪神・山陽)
直通特急（ちょくつうとっきゅう）とは阪神電気鉄道・山陽電気鉄道（以下、本稿では山陽と称する）が大阪梅田駅 - 山陽姫路駅間を阪神本線・阪神神戸高速線・山陽電気鉄道本線経由で運行する列車種別の一つ。直特と略されることもある。

## 運行概況
阪神本線 - 阪神神戸高速線 - 山陽電鉄本線の3路線を直通運転し、この3路線の特急列車と同様、特別急行券なしで利用できる。

### 運行区間
基本的には大阪梅田駅 - 山陽姫路駅の全区間で運転されるが、早朝や深夜には以下の通り一部区間のみで運転される列車も存在する。2025年2月22日ダイヤ改正以降では、以下の区間運転が存在する。
- 西宮 → 山陽姫路：平日、土休日とも早朝に1本運転
- 御影 → 山陽姫路：平日、土休日とも早朝に2本運転
- 神戸三宮 → 山陽姫路：平日、土休日とも早朝に1本運転
- 山陽姫路 → 御影：平日、土休日とも深夜に1本運転（当日の最終の直通特急）
- 東二見 → 大阪梅田：平日早朝に4本、土休日早朝に2本運転

なお、2016年3月19日の改正以前では、以下の運用があった。
- 2009年3月20日以前
  - 尼崎 → 山陽姫路：平日、土休日とも早朝に1本運転
  - 梅田 → 大塩：平日、土休日とも20時台に1本（1998年2月から2001年3月）
  - 山陽姫路 → 東二見間運行の特急のうち、2006年10月28日の改正で阪神車使用の特急は廃止された。
- 2009年3月20日ダイヤ改正から2016年3月19日ダイヤ改正まで
  - 山陽姫路 → 御影：平日、土休日とも深夜に1本運転（2016年3月19日の改正で「山陽姫路 → 尼崎」となるも、2022年12月17日の改正で「山陽姫路 → 御影」に戻された）
- 2012年3月20日改正
  - 山陽姫路 → 東二見間運行の特急のうち上下各1本が阪神車による運行となる（6年ぶりに山陽線内のみを運行する阪神車の運用が復活）

### 停車駅
2025年2月22日のダイヤ改正以降の停車駅。以下のうち、※・（　）・＜　＞の各駅は一部の列車が停車し、《　》の駅は臨時停車の場合あり。
- 大阪梅田駅 - 尼崎駅 - ※甲子園駅 - 西宮駅 - 芦屋駅 - 魚崎駅 - 御影駅 - 神戸三宮駅 - 元町駅 - （西元町駅） - 高速神戸駅 - 新開地駅 - （大開駅） - 高速長田駅 - （西代駅） - 板宿駅 - 月見山駅 - 山陽須磨駅 -《須磨浦公園駅》- ＜滝の茶屋駅＞ - 山陽垂水駅 - 舞子公園駅 - 山陽明石駅 - 東二見駅 - 別府駅 - 高砂駅 - ＜荒井駅＞ - 大塩駅 - ＜白浜の宮駅＞ - 飾磨駅 - 山陽姫路駅
  - ※甲子園駅では、2009年3月20日のダイヤ改正以降、朝ラッシュ時の上り7本を除いて終日停車（代わりに、通過する7本の直前に運転される区間特急が甲子園駅に停車）。
    - 甲子園駅を通過する列車は、全て滝の茶屋停車で、西代・大開・西元町を通過する。白浜の宮・荒井は、7本のうち先の5本が通過、あとの2本が停車。

  - （西元町駅）、（大開駅）、（西代駅）には、種別表示幕が黄色地の列車（直通特急）が停車。
    - 2009年3月20日のダイヤ改正以前、神戸高速線内では「直通特急」ではなく「特急」として案内されてきた。これは、停車駅に西元町と大開が加わって線内各駅停車となることで、神戸高速線内においては以前から運行されていた阪神特急・山陽特急と停車駅が同一であったためである。2009年3月20日のダイヤ改正以降は、山陽電鉄線内で直通特急と特急の間に停車駅の差異が生じたため、この改正以降、神戸三宮駅 - 山陽須磨駅間の各駅に停車するようになったが、2016年3月19日以降は東須磨・須磨寺は全列車が通過となった。山陽特急は2009年3月20日以降も各駅停車区間が高速長田以東に限定され、大開駅には停車するものの、西代・東須磨・須磨寺の3駅は通過していた。こちらも2016年3月19日以降は西代駅を停車駅に追加する形で統合され、山陽特急の運行自体が東二見駅以西に限定された[3]。

  - 《須磨浦公園駅》には、行楽シーズン（ゴールデンウィークやシルバーウィークの連休等）の休日ダイヤ施行時の昼間時間帯、元日の早朝5時 - 6時台に臨時停車あり。
  - ＜滝の茶屋駅＞には、大阪梅田行きは始発から9時30分頃まで、山陽姫路行きは16時20分頃から最終まで停車。
  - ＜荒井駅＞、＜白浜の宮駅＞には、平日7時頃から9時頃までと17時20分頃から21時頃まで、土休日7時30分頃から9時頃までと17時20分頃から21時頃まで停車。
    - 荒井・白浜の宮に停車する列車は、朝の上りと夕方下りが滝の茶屋停車、朝の下りと夕方上りが滝の茶屋通過となる。

  - 〈白浜の宮駅〉には、毎年10月14日・15日両日に最寄りの松原八幡神社で開催される灘のけんか祭りに伴って終日臨時停車する（灘のけんか祭りが16日に雨天順延された場合、臨時停車も順延される）。
  - 通過する全市のうち、かつては加古川市のみ停車する駅がなかった。しかし、2025年2月22日のダイヤ改正で別府駅に全列車が停車となり、全ての市に一つ以上停車駅を持つことになった[4][2]。

なお、※、（　）、＜　＞の各駅も含む上記全ての駅に停車する列車も僅かだが運転されている。
ダイヤ上では、神戸三宮駅 - 板宿駅間の各駅に停車する列車は「直通B特急」として区別されているほか、山陽6000系のモニタ装置（種別表示の設定）では直通特急が「直特甲」、直通B特急が「直特乙」とされている。
山陽5000系と5030系の運転台には赤直特は赤文字で『直特』、黄色直特は黄色文字で『直B特急』と表示される（運転台の種別表示器は行灯式で『直特』、『直B特急』、『特急』、『その他』の表示があり、該当する種別が点灯する仕組みになっている）。
停車駅のパターンは、全部で10通り有る。甲子園停車のパターンは、「西元町・大開・西代に停車／通過」×「滝の茶屋に停車／通過」×「荒井・白浜の宮に停車／通過」全ての組み合わせ、計8通りが存在する。甲子園通過の列車は、西元町・大開・西代通過、滝の茶屋停車で統一されており、「荒井・白浜の宮に停車／通過」の2通りのみが存在する。

#### 現在の使用車両
山陽6000系を除き、全て6両固定編成。阪神8000系の初期・中期更新車と9300系、山陽5000系と5030系はセミクロスシートで、阪神8000系の後期更新車・9000系・1000系、山陽6000系はオールロングシートである。
- 阪神電気鉄道
  - 8000系（8523Fに関しては、事故・災害等でダイヤが大幅に乱れた時のみ梅田〜東須磨間で運用に入っていたが、2018年4月・2020年1月の試運転を経て、2020年2月より本格的な定期運用に加わり、全編成が直特対応車となった。）
  - 9000系
  - 9300系
  - 1000系（6両固定編成のみ。2両固定編成×3編成の6連は充当されない）

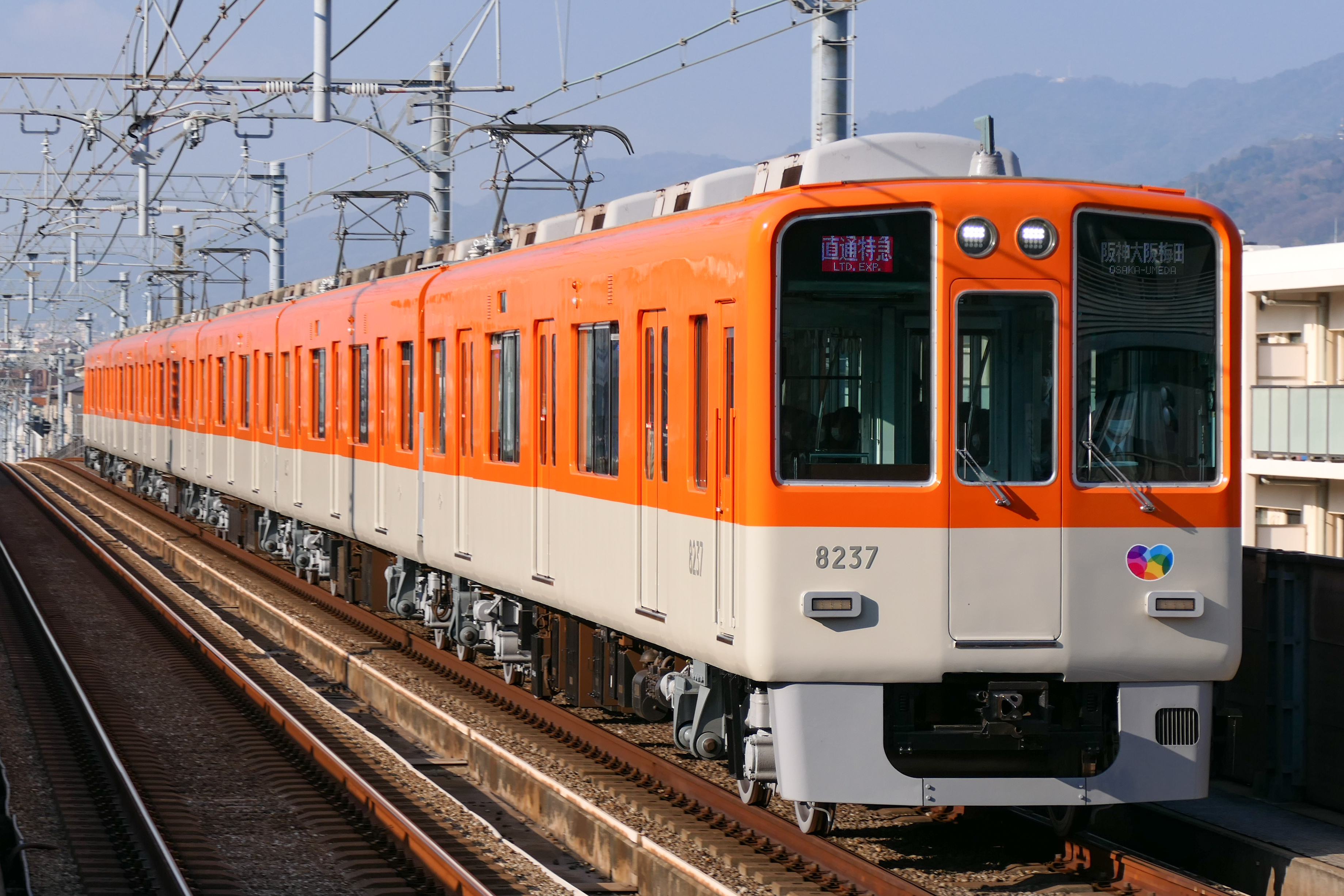
8000系
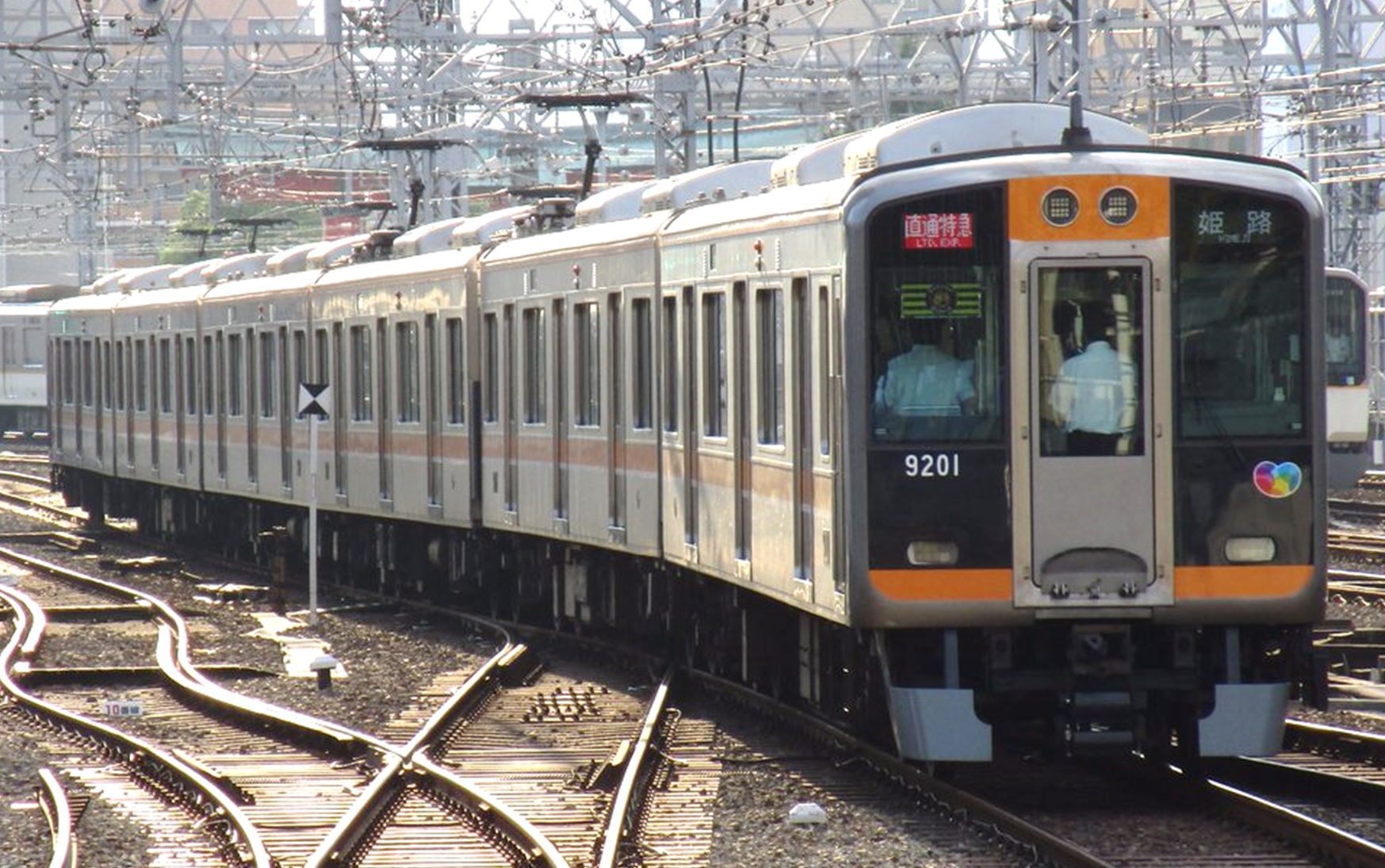
9000系
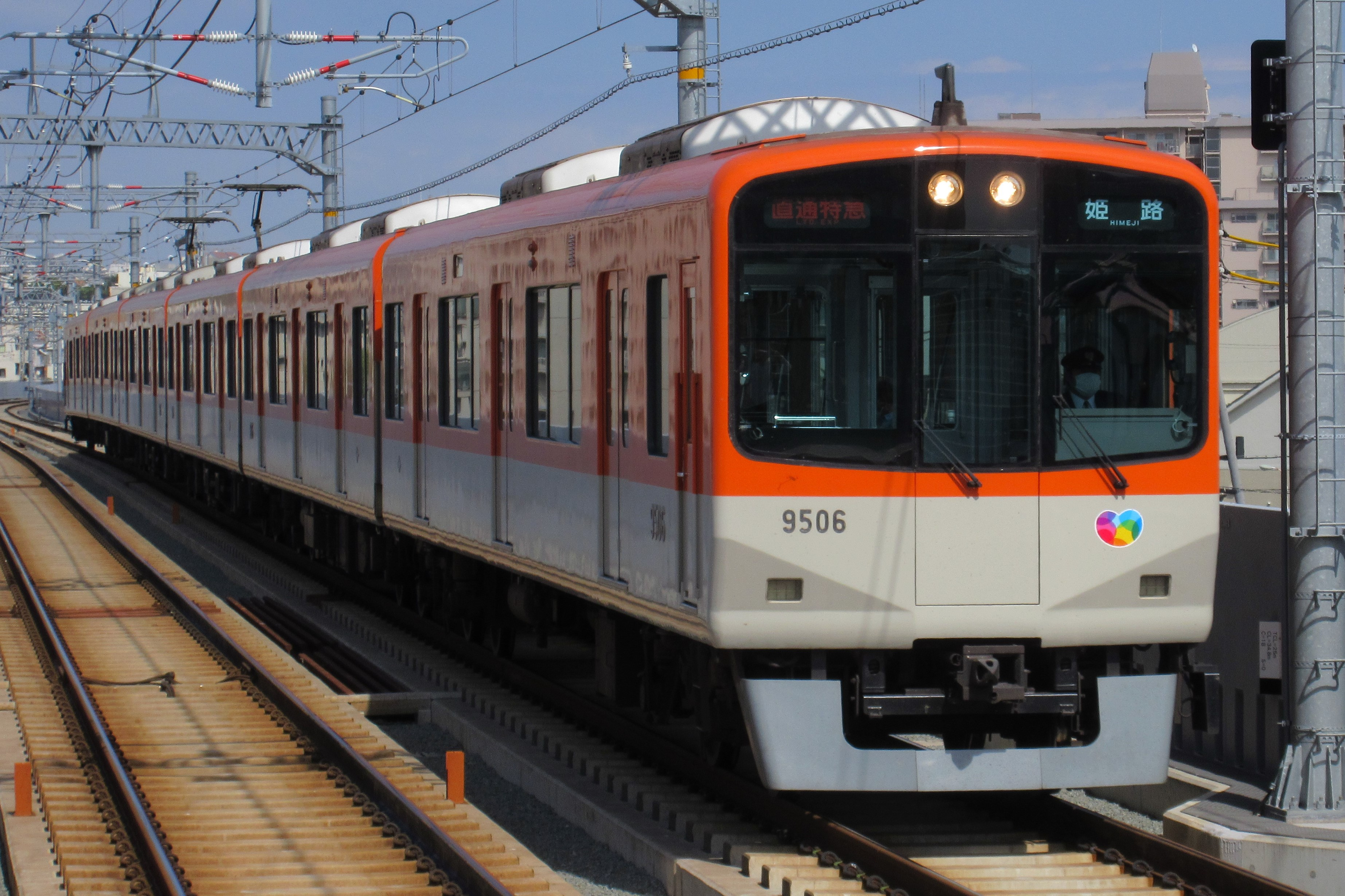
9300系
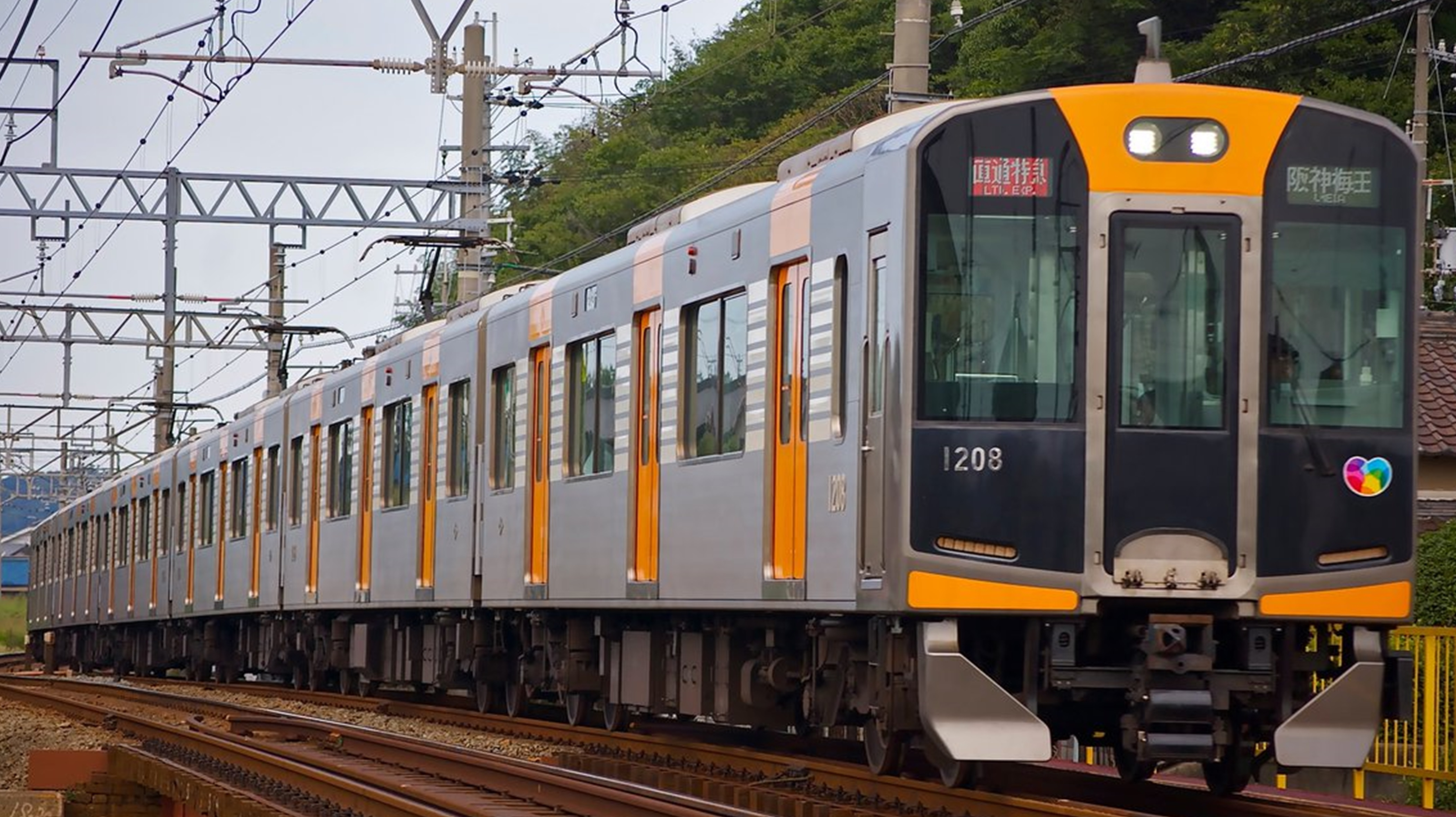
1000系

なお、阪神所有のすべての車両は急行系車両が東須磨・須磨浦公園まで、普通系車両が新開地・高速神戸まで運行されている。
- 山陽電気鉄道
  - 5000系（4連は予備編成）
  - 5030系
  - 6000系（3連2編成を併結して運用）

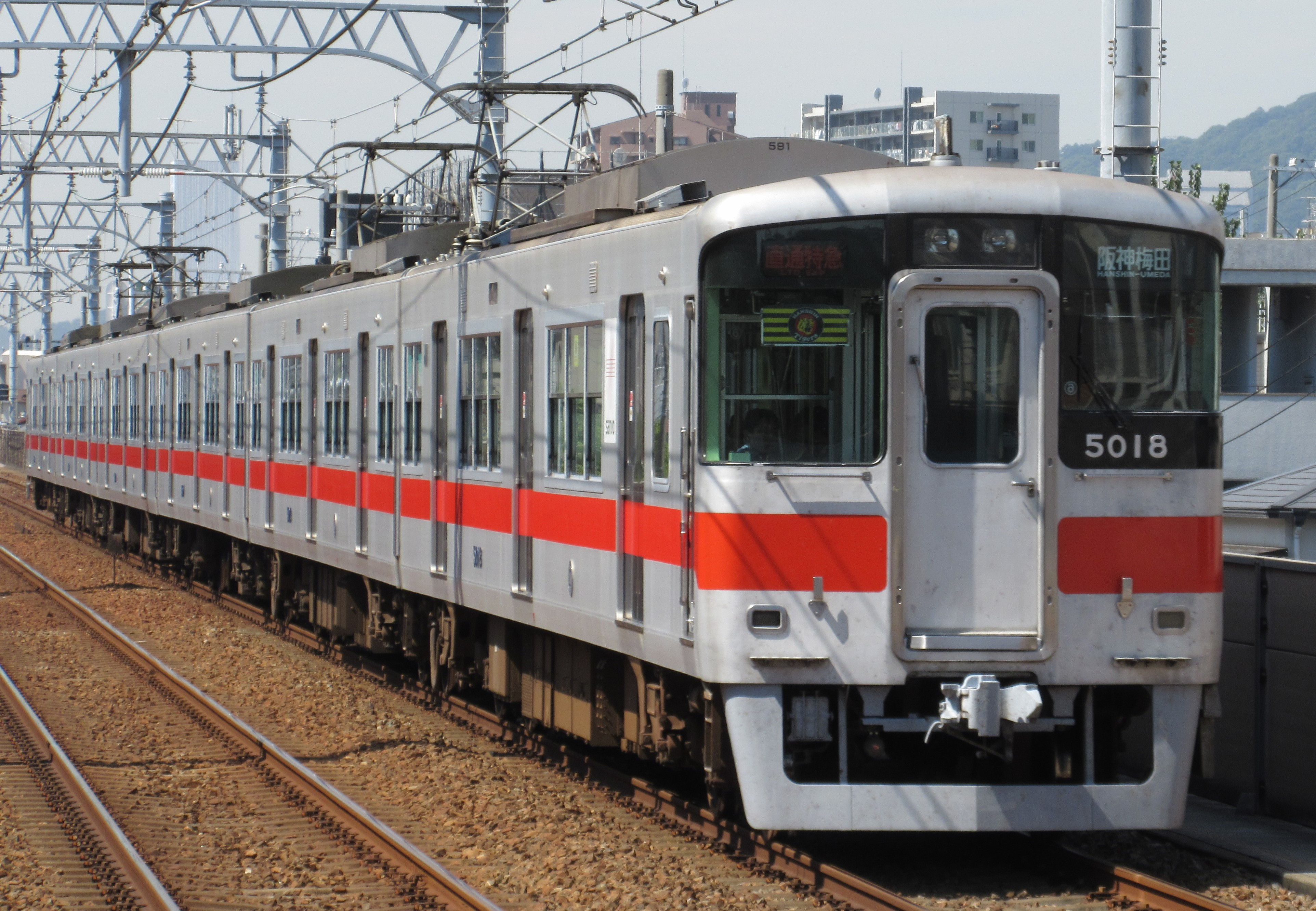
5000系
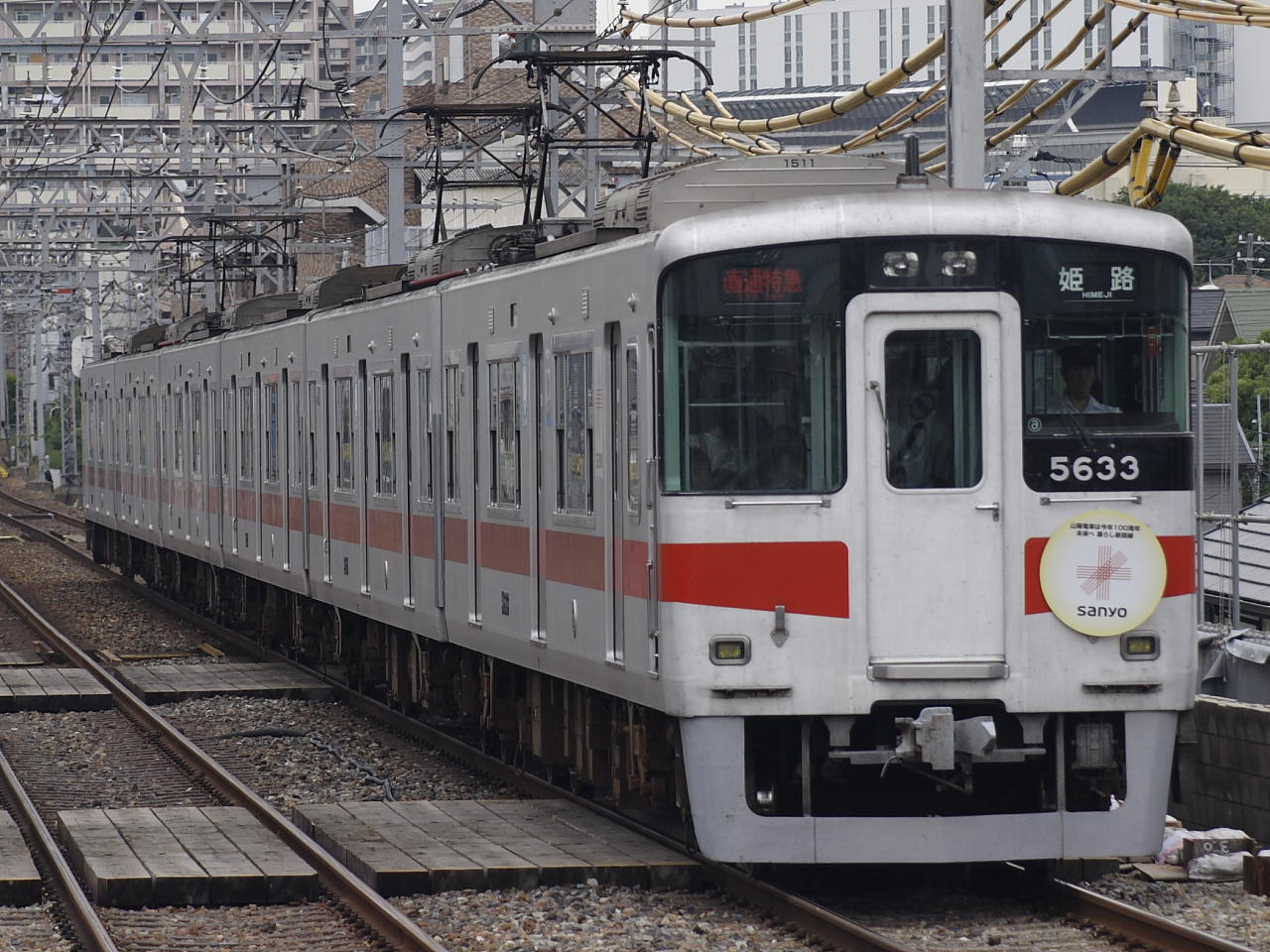
5030系
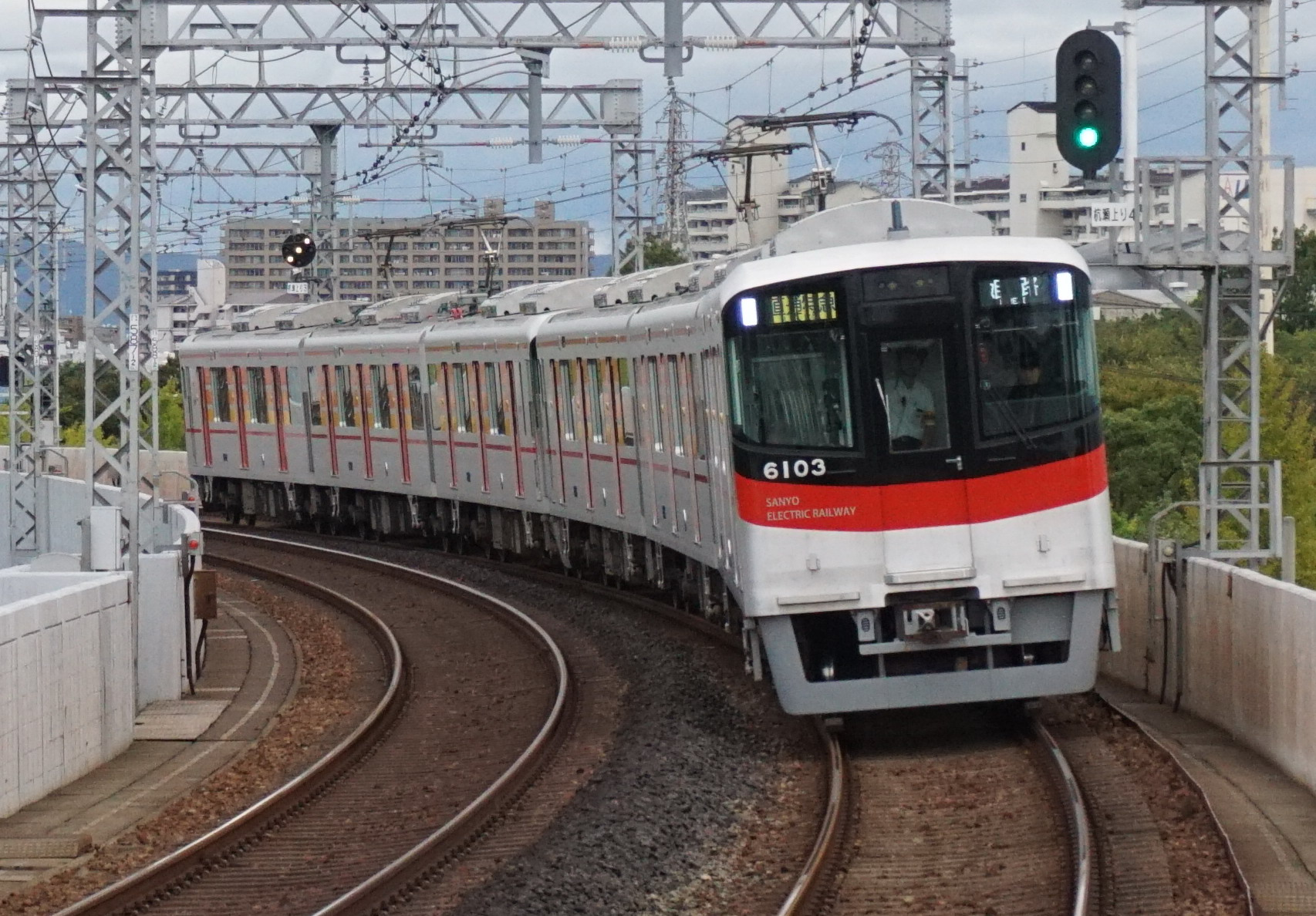
6000系

なお、ダイヤが乱れた際には、3000系列が山陽線内に限って代走する場合があるが、その際は東二見や東須磨にて車両の交換を行う。6000系は当初普通のみの運用であったが直通特急運用にも対応しているため、2017年6月には阪神乗務員のハンドル訓練を目的として2編成を併結し6両で梅田駅まで初めて乗り入れた。同年9月より、6000系を使用した直通特急の運用が開始された。

### 運行プレートの掲示と種別・行先表記

#### 運行プレートの掲示

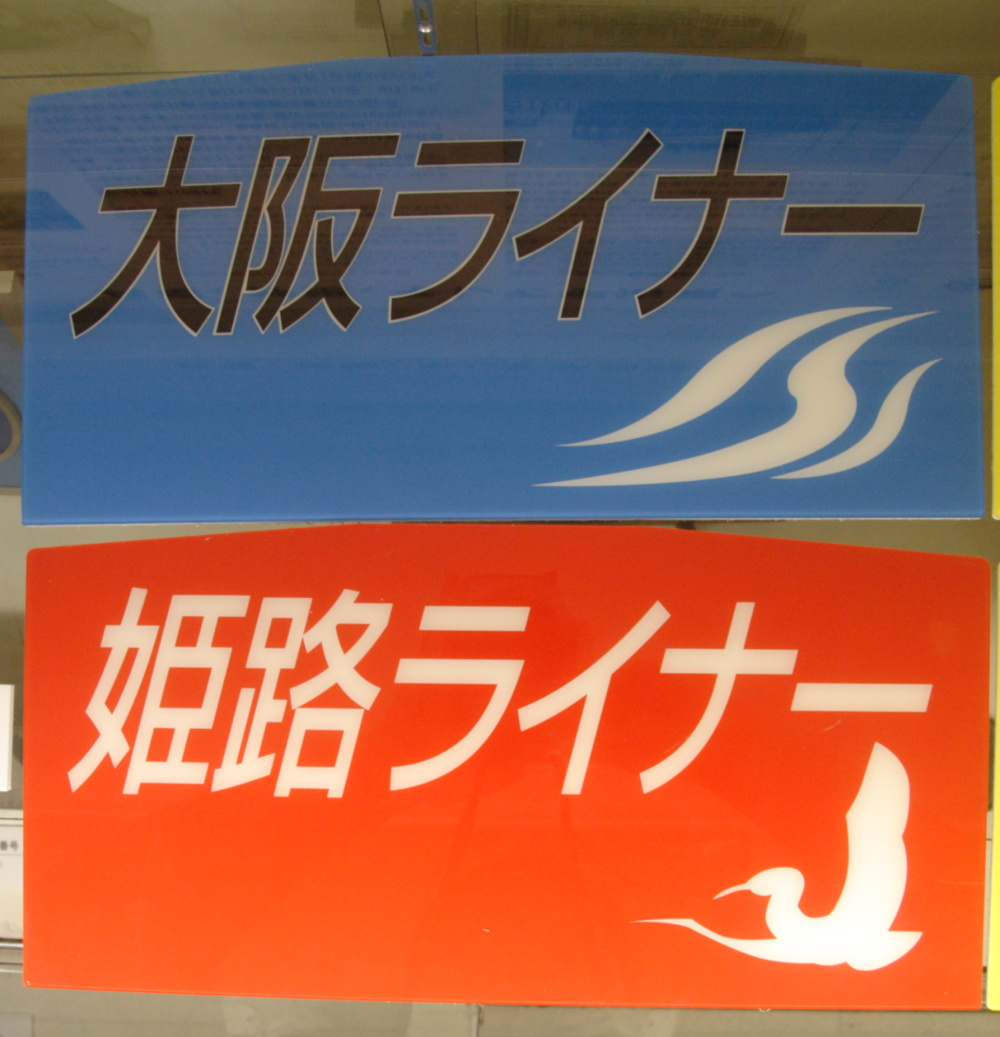
直通特急の運行プレート

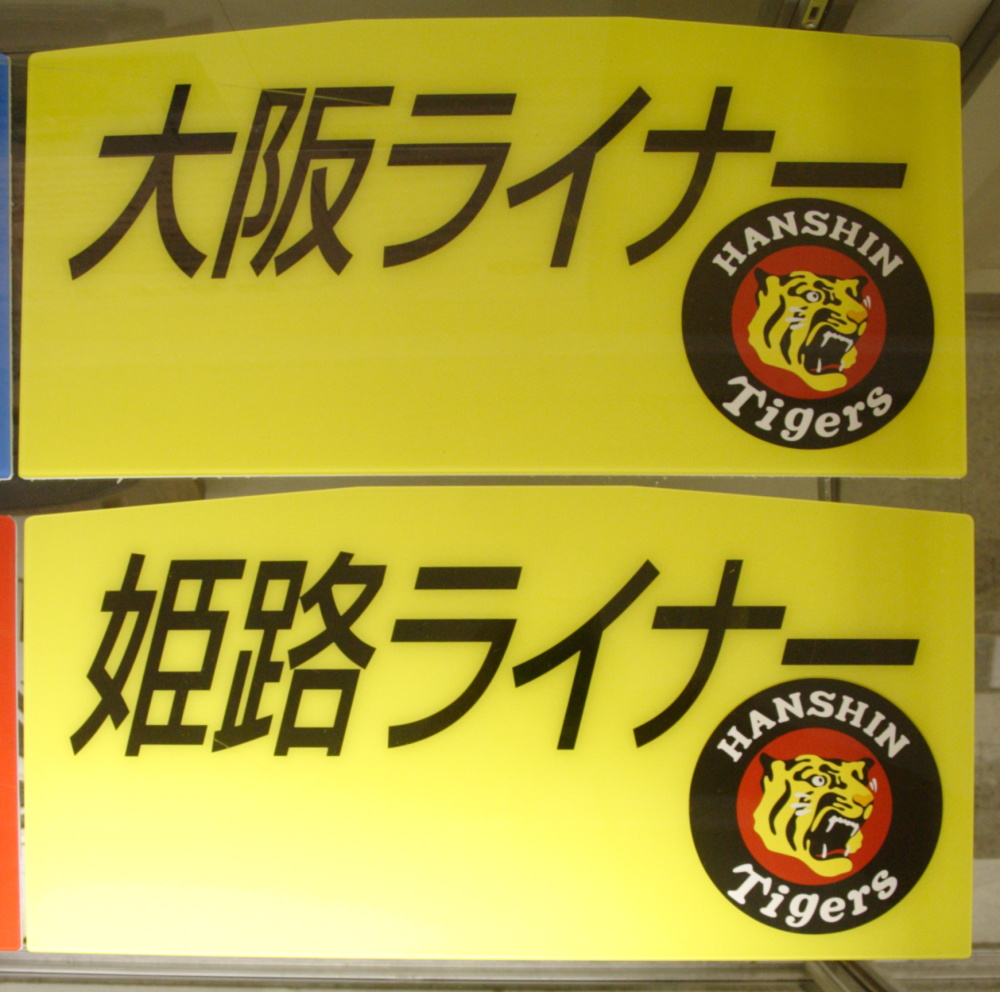
直通特急の運行プレートタイガースバージョン

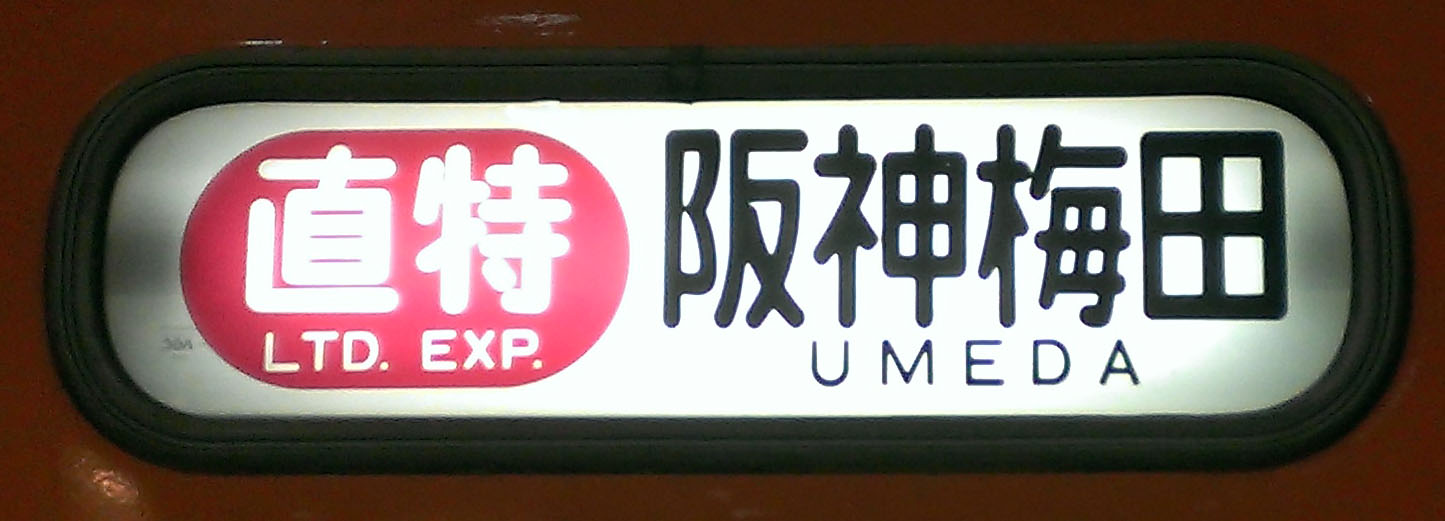
阪神車両の直通特急の方向幕。行先は、阪神の他の種別は「梅田」だが、直通特急のみ「阪神梅田」としている。

運行開始当初は、乗務員室の車掌台側窓内に「姫路ライナー」または「大阪ライナー」の運行プレート（現場・部内では「ライナー板」と呼ぶ）を掲示していた。しかし2006年10月28日のダイヤ改正以降、運行プレート（愛称表示）は掲示されなくなっている。
運行プレート（愛称表示）は通常、「姫路ライナー」は赤色地に白鷺（姫路城の別名「白鷺城」にちなむ）、「大阪ライナー」は青地に水流（水都大阪にちなむ）のシルエットをそれぞれあしらったものであった。あるいは、阪神甲子園球場での阪神タイガースの試合開催日（オープン戦を含む阪神タイガース主催試合及びそれに準ずるオールスターゲーム・クライマックスシリーズ・日本シリーズ）及びファン感謝デーには、「姫路ライナー」「大阪ライナー」いずれも黄色地に阪神タイガースの虎マークをあしらったデザインであった。
例外として2003年9月16日から10月17日まで「姫路ライナー」・「大阪ライナー」のプレートに代えて、阪神タイガース優勝記念プレートが掲出されていたほか、2005年3月23日から同年9月15日まで阪神の車両には「開業100周年」記念プレートが使用されていた。また、同年の阪神タイガースの優勝により、9月30日から10月21日まで優勝記念プレートが阪神の全車両と山陽からは「優勝記念号」として5000系5010F編成に取り付けられていた。
現在は2007年以降の阪神甲子園球場での阪神タイガースの試合開催日は阪神特急・臨時特急・臨時急行と共通のタイガースプレートが、2013年からの全国高等学校野球選手権大会開催期間中は「高校野球」プレートが、2014年からの選抜高等学校野球大会開催期間中は「センバツ」プレートが掲出される。

### 乗務員
車籍に関係なく、全て高速神戸駅で交代する。高速神戸を境に以西は山陽の乗務員が、以東は阪神の乗務員が、それぞれ担当する。

## 設定の経緯
神戸高速鉄道計画時に予定されていた電鉄姫路 - 梅田（いずれも当時）間の直通運転は、山陽・阪神・阪急電鉄の3社の車両規格や編成長の関係で実現しなかったとされる。1990年代の時点で車両規格としてはほぼ3社とも揃っていたが、本格的な運行に際しては神戸高速鉄道東西線に乗り入れている阪急側が神戸線での需要に応える形で編成長を延ばした一方で、山陽と阪神の車両規格・編成長を揃え、運行間隔を対応させる形で実現した。
僅少である大阪～姫路地域間の流動創造や、阪神大震災の影響による、明石海峡大橋の開通を見込んで開発された地域への転居への対応および大阪～明石地域間の更なる利用増大や、阪神甲子園球場・有馬温泉への更なる集客と、新開地エリアの衰退対策を目的に運行が開始された。2009年3月の阪神なんば線開通以降は、尼崎駅で同線とも接続することとなり、利便性が更に向上している。

## 沿革
1998年2月15日、運行開始
当日に山陽姫路駅と梅田駅にて、両駅を10時00分に発車する列車で発車式を開催した。（このため阪神側は回送列車の臨時設定や一部運用変更を行った）。阪神、山陽ともに子供が一日駅長を務め、子供たちによってくす玉が割られた。設定当初は阪神側は8000系・9000系が、山陽側は5000系・5030系が充当されていた。
当時の昼間ダイヤでは、梅田発の特急列車は山陽姫路行き、高速神戸行き、須磨浦公園駅行きが30分ヘッドで運転されていた。また阪神の三宮駅（当時） - 山陽姫路駅間でも山陽特急が運転されていた。
この運行により、阪神本線から山陽姫路方面への利便性が大幅に向上した一方で、梅田 - 神戸三宮間を走る快速急行が廃止され、データイム時の阪神間を直通する優等列車が10本 → 6本になった。これにより、西宮駅 - 神戸三宮駅間では大幅な減便となったほか、特急が停車しない尼崎駅から芦屋・神戸方面へは西宮での乗換が必要となった（ただし2001年に尼崎駅が特急停車駅になったほか、2009年の阪神なんば線開業後は同線直通の快速急行の登場により改善されている）。
1999年、播磨酒蔵ライナーの運行を開始
2000年、淡路花博への交通アクセスとして「高速舞子バス停留所」最寄り駅である舞子公園駅に臨時停車開始
なお、淡路花博閉幕後は2001年3月9日まで土・休日の日中のみ臨時停車を継続した。
2001年3月10日、増発及び運行体系の見直し
運転開始後は知名度も向上し、両社の看板列車として日中1時間に2本から4本へ増発が行われた。
このダイヤ改正に合わせて、阪神9300系を投入。全列車の停車駅に尼崎駅・魚崎駅、一部の列車では選択停車の形で神戸高速鉄道東西線（当時）西元町駅・大開駅を加えた。なお、舞子公園駅は土・休日に限り正式に停車駅となる。
一部列車の西元町駅・大開駅への停車は、神戸高速鉄道東西線（当時）を介して相手側の路線に乗り入れる際、直通特急の運転間隔が10分または20分ヘッド（阪神）から15分ヘッド（山陽）へと移行するための時間調整を兼ねたものである。
2006年10月28日、ダイヤ改正
土・休日に加え、平日においても舞子公園駅への終日停車を開始。
平日の東二見行きは全列車が山陽姫路まで延長された。これにより梅田駅発山陽姫路行き最終が22時36分発から23時00分に繰り下がった。
早朝の下りに限って高速神戸始発の特急が新設。
同日のダイヤ改正から、乗務員室の車掌台側窓内の運行プレート（愛称表示）は掲示されなくなった。
2008年4月14日、ダイヤ修正
荒井駅への朝夕ラッシュ時間帯の停車を開始
2009年3月20日、ダイヤ改正
新たに平日昼間にも甲子園駅への停車を開始し、平日上り朝ラッシュ時を除き甲子園駅は終日停車となる。
月見山駅を新たに停車駅に加え、またB直特に相当する列車は西代駅・東須磨駅・須磨寺駅への停車を開始する。
荒井駅の停車時間帯を拡大し、また白浜の宮駅への朝夕ラッシュ時間帯の停車を開始。
これにより停車駅が最も多い直通特急は大幅に停車駅が増え、直通特急運行開始時の停車駅数16駅から最大29駅と倍近くの停車駅数となった。阪神電鉄線内ではほぼすべての時間帯において1990年代前半の急行と同水準の停車駅数となり、滝の茶屋駅・荒井駅・白浜の宮駅に停車するB直特においては全区間で見ても1980年代前半頃の急行並みの水準の停車駅数となってしまっている。
土休日の夜間に関してもほぼ全列車直通特急になった。これは三宮（当時）で折り返す山陽特急と梅田 - 高速神戸・新開地間で運転される阪神特急を統合したもので、基本的に三宮（当時） - 山陽須磨間は各駅停車となった。また平日夕方時間帯でも阪神電鉄線内が10分ヘッドでの運転に変更されたために、時間調整のために一部列車が三宮（当時） - 山陽須磨間各駅停車に変更されている。
阪神なんば線の開業に伴い、途中停車駅の尼崎駅でほぼ終日にわたり、同駅始発・終着の阪神なんば線列車とドア・ツー・ドア接続が行われるようになった。
2016年3月19日、ダイヤ改正
神戸三宮 - 山陽須磨間各駅停車のB直特相当の列車が東須磨駅・須磨寺駅の停車を取り止め、各駅停車区間は神戸三宮 - 板宿間に短縮された。また従来の御影行きが尼崎行きに変更されたほか朝ラッシュ時には数本増発された。
2025年2月22日、ダイヤ改正
別府駅のホーム延伸に伴い、同駅に終日停車を開始。

## さんよう・はんしんタイガース号
阪神・山陽が臨時に運行しているイベント列車として、阪神甲子園球場にて阪神タイガース主催の公式戦が行われる際に運行されるさんよう・はんしんタイガース号がある。

### 運行概要
上述の通り、阪神甲子園球場にて阪神タイガース主催の公式戦が行われる日に、梅田もしくは山陽姫路から甲子園行きのみ年に数回運行される。1回だけの年もあれば、2003年には4回運行されたこともある。ちなみに2003年の4回目の運行は9月15日で、その日はタイガースが18年ぶりのリーグ優勝を果たした日でもある。
初運行は1998年6月13日（対広島戦）となる予定だったが、雨天中止となり結局この年は運行されなかった。よって、実質的な初運行は1999年4月24日（対ヤクルト戦）となった。これまでに21回企画されたがうち3回は雨天中止となった。特に1998年と2008年には一度も運行されなかった。
乗車にははがきによる事前申し込みが必要で、応募多数の場合抽選となる。参加費は年と出発地（山陽姫路発の列車は、乗車駅を山陽姫路と山陽明石から選ぶことができる）により変動するが、甲子園までの往復割引乗車券と観戦券・タイガースグッズがセットされる。また、これとはまた別に定期列車利用で、甲子園までの乗車券と観戦券のセットも発売される。
入線する際には「阪神タイガースの歌」を車外スピーカーから流すのが恒例となっている。

## 播磨酒蔵ライナー
阪神が臨時に運行しているイベント列車として、下りのみ梅田駅 → 手柄駅間を運行する播磨酒蔵ライナー（はりまさかぐらライナー）がある。

### 運行概要
2月下旬から3月上旬の日曜日（年によっては土曜日・日曜日の2日間運行されたこともある）に運行される。梅田駅→手柄駅間の定期列車の待避を除き無停車で運行される。これは工場見学ツアーであり、団体列車になるためだが、企画協力会社として共同運行会社である山陽電気鉄道・神戸高速鉄道も挙がっている。
「タイガース号」と同様に乗車にははがきによる事前申し込みが必要で、応募多数の場合抽選となる。参加費は5,000円。酒造会社見学であることから、未成年の応募はできない。
手柄駅から歩いて5分の所にある灘菊酒造の訪問と酒蔵の見学が主になるが、付随的に利き酒をしたり、地元の名産品が供される。また、車内ではゲーム等が行われる。
運行当初より2005年までは山陽の車両が用いられていたが、2006年より阪神の車両が用いられるようになった。

## その他
本列車運行開始後、阪神と山陽共同でフリーペーパー（沿線情報誌）「SEA SIDE EXPRESS」が発行されるようになった。2009年の阪神なんば線開通後は、近畿日本鉄道を加えて近鉄奈良から山陽姫路までをカバーする「SEA SIDE EXPRESS EAST WEST」に改題されている。この冊子には直通特急と快速急行の全列車の時刻表が掲載されており、どの鉄道会社の車両を使用するかも分かるようになっている（ただし車両系列までは固定されないので、使用する車両系列は記載されていない）。
2011年以降は「SEA SIDE EXPRESS EAST WEST」の発行自体が中止されているが、代わりに山陽電鉄のホームページに、列車ごとに阪神車両の運用か山陽車両の運用かも記載された直通特急のダイヤが公開されている。